# Coenraad Rijkel
Coenraad Rijkel (* 1664 in Amsterdam; † 1726) war ein niederländischer Holzblasinstrumentenmacher.
Als Schneider kam Heinrich Rukoll aus London kurz vor oder in 1664 nach Amsterdam, sein Sohn Coenraad Rijkel verbrachte einige Zeit seiner Jugend in England, doch begann er mit 15 Jahren eine siebenjährige Ausbildung zum Flöten- und Holzblasinstrumentenmacher bei Richard Haka, dem Bruder seiner Mutter. Daneben fand er öfters Zeit, bei Theatervorstellungen als Fagottist zu wirken. Nicht reibungslos ging sein Eintritt in die Selbständigkeit vonstatten: Haka verlegte seine Werkstatt in Amsterdam vom Spui zum Singel, Rijkel blieb am alten Ort und benutzte weiterhin seines Ausbilders Namenszeichen, bis Haka dem ein Ende setzte. 1700 konnte Rijkel noch ein Haus am Spui erwerben, Sitz seines Geschäfts bis zu seinem Lebensende. Drei Blockflöten und zwei Oboen sind von ihm erhalten, daneben baute er Fagotte wie jenes im Stedelijk Museum Zwolle. Ein Werbezettel Rijkels dokumentiert als Neuerung die Anbringung einer As-Klappe zusätzlich zu den damals bereits üblichen drei Klappen.

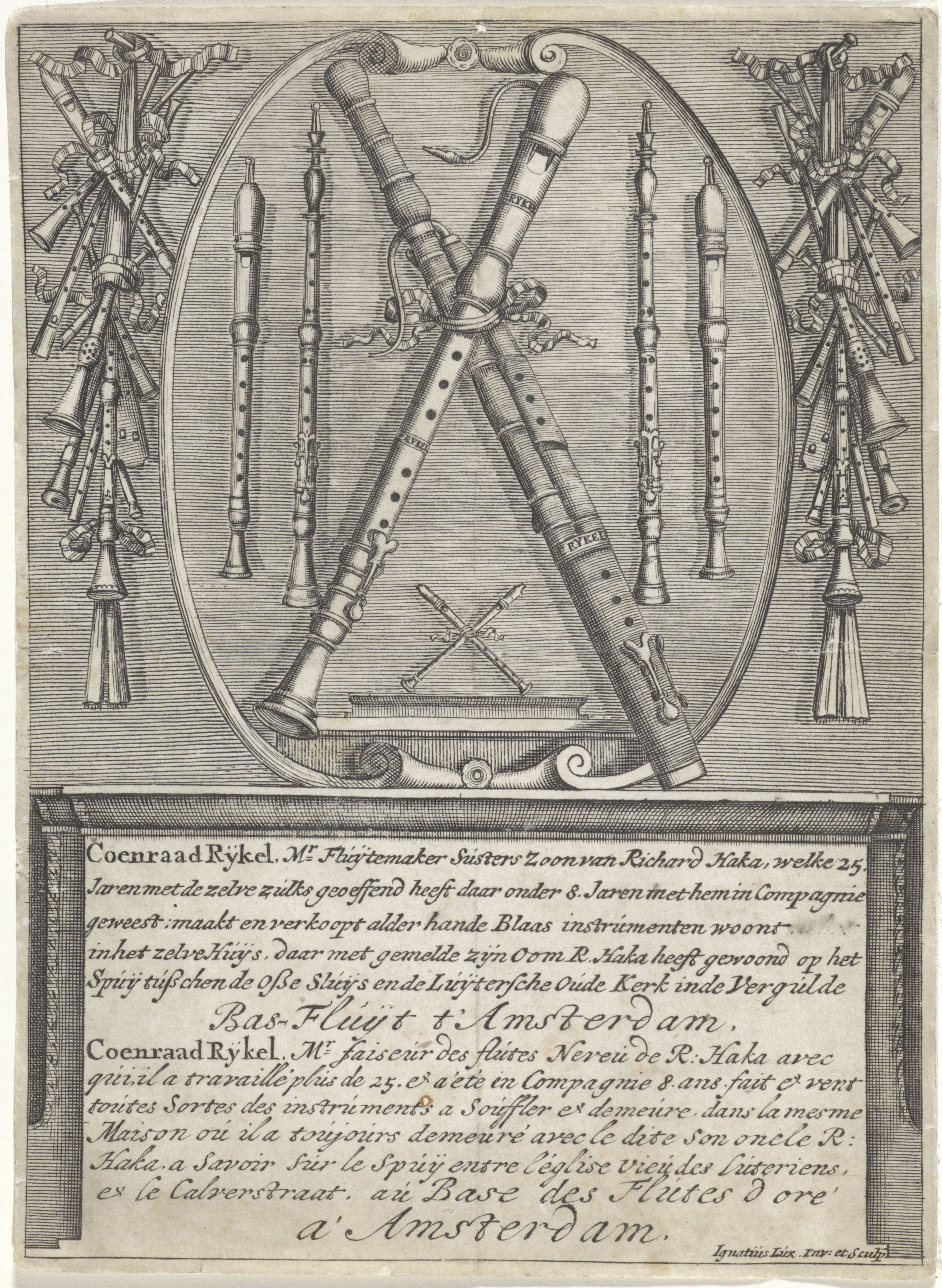
Visitenkarte von Coenraad Rijkel
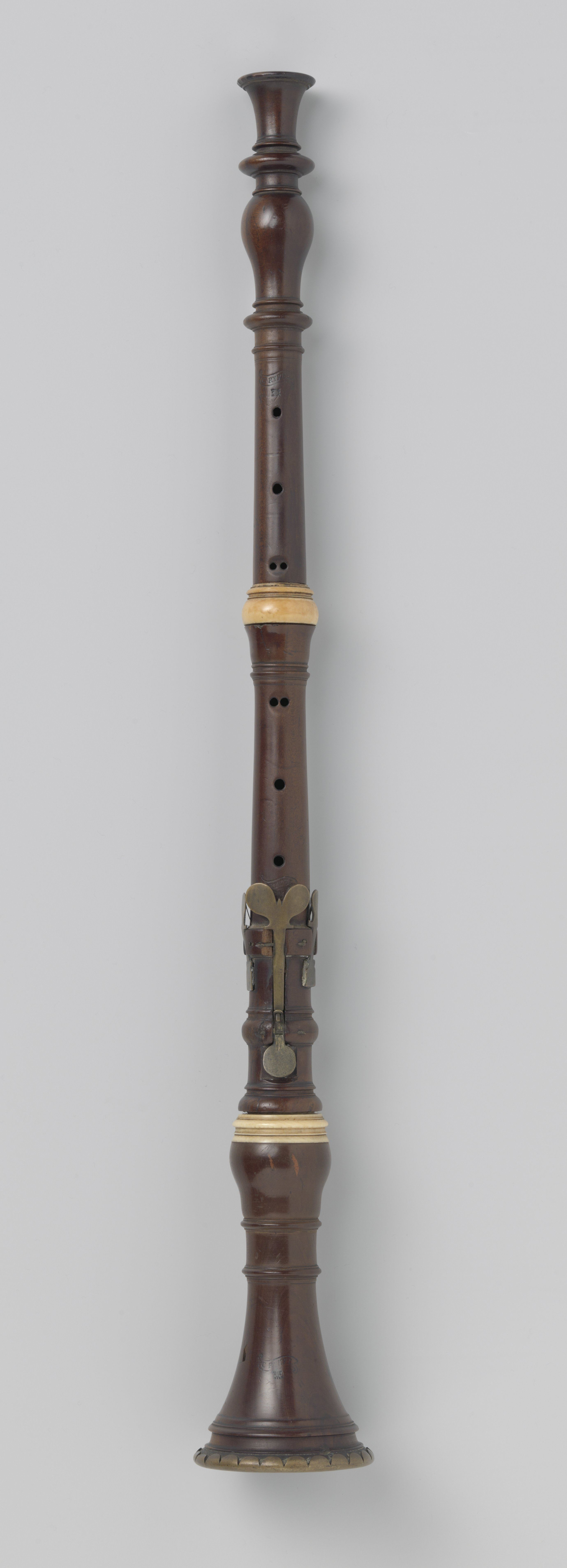
Oboe von Rijkel